# Кирчево
Кѝрчево е село в Северна България. То се намира в община Угърчин, област Ловеч.

## География
Село Кирчево се намира в планински район, в полите на северния дял на Средна Стара планина, в склоновете на Васильовската планина.

## История
До 1971 г. селото се наричало „Помашка Лешница“.
В селото пехливанлъкът се е развивал още от османския период. Така например от Помашка Лешница султан Абдул Азиз (1830 – 1876) притежавал двама лични борци – Ибрахим Гавазоглу и Хаджи Ибо. След Чипровското въстание, през 1688, и Руско-турската война, от 1877 – 1878 г., в селото и околността се заселват български семейства, а по-късно от съседните села се преселили и ромски семейства. През тоталитарния период сред населението на селото до такава степен се развила атеистическа пропаганда, че населението забравило за съществуването на Бог и започнало да вярва в природата.
Към 1853 година в селото са живели 299 помаци, а според данни от 1881 година броят им достига 448.

## Културни забележителности
- Училище „Христо Ботев“, основано през 1906 г.
- Останки от римска крепост в местността Калето.
- Читалище, основано през 1927 година.

## Природни забележителности
- Криваците с площ 3 хектара, обявени през 2003 година за защитена местност с характерен ландшафт.
- минерална вода на извор Барутница.

Реки
- Лешненска
- Команска

Върхове
- Кукуруз
- Купена
- Фенац
- Палтен
- Зъба

## Редовни събития
Селски събор (панаир) – на Илинден.
Провежда се турнир по борба (народни борби) в памет на Стефан Мирославов – Крушата, в който участват състезатели от цялата страна.
За официален празник на селото се счита 3 март. 5 април – изкачване до паметника на Кирил Райков Вълов, чието име носи селото.

## Икономика
Основните доходи на жителите на селото са от обработка и продажба на червен пясъчник – облицовъчен камък и павета, както и от дърводобив.

## Личности
- Кирил Райков Вълов (Кирчо) – ятак – разстрелян на 05.04.1944 г. в местността Криваците. Селото носи неговото име.